# ジェルメ
ジェルメ（モンゴル語: J̌elme、生没年不詳）は、モンゴル帝国の貴族。ウリャンカイ部の出身。『集史』などでは جَلمه اوهَه Jalma Ūha、漢語史料では『元朝秘史』では者勒蔑・者勒蔑豁阿、『元史』では折里麦・済拉瑪などと表記される。『集史』などに現れる「ウハ」（Ūha）は「ならず者」「追剥」「勇者」を意味する。
四狗と呼ばれるチンギス・カンの功臣の一人に数えられる。チンギス・カンの親衛隊長を務め、モンゴル帝国に仕える僚友（ノコル）の中でも特に高い地位にあった。チンギス・カンと同い年であったといわれる。弟は四狗の一人であるスブタイ。

## 生涯
ジェルメの父親のジャルチウダイはイェスゲイに古くから仕えた人物で、『元朝秘史』には、ふいごを携えた老人と書かれる。テムジン（後のチンギス・カン）が生まれた時、ジャルチウダイはテムジンに黒貂の産衣（ネルケイ）を献上し、そのとき産衣にくるまれていたジェルメをテムジンに仕えさせたいとイェスゲイに申し出た。長じてボルテと結婚したテムジンがトオリル・ハンと義父子の関係を結んだ後、ジェルメはジャルチウダイに伴われてテムジンに仕える。弱小だったころのテムジンがメルキトの襲撃を受けた時、ジェルメはテムジンのブルカン岳への逃亡を助け、テムジンがチンギス・カンに即位すると、ボオルチュとともにケシク（宿衛）の統率を命じられた。
タイチウト部との戦いの中でチンギス・カンが負傷した時、ジェルメは意識を失ったチンギス・カンに常に付き添って血を口で吸出した。夜半にチンギス・カンが目を覚まして喉の渇きを訴えたとき、ジェルメは単身敵陣に忍び込んで馬乳と水を運び出した。翌朝回復したチンギス・カンはジェルメの献身的な看護と命がけで敵陣に忍び込んだ勇気を称え、これにブルカン岳での奮戦を合わせた三つの恩は決して忘れないと述べた。
ナイマンとの戦いでは、ジェベ、スブタイ、クビライら他の四狗と共に先鋒を務めた。1206年のチンギス・カンの第二次即位では第9位の功臣として顕彰され、罪を九度まで犯しても罰せられない特権と千戸長の地位を与えられる。のち、チンギス・カン存命中にジェルメは没した。

## 子
- イェス・ブカ
- イェスン・テエ

イェス・ブカとイェスン・テエのほかにもう一人の子がいた。『清史稿』にあらわれる子孫のジャルチウダイ（札爾楚泰）はジェルメの部衆を継承し、清代にジョソト盟を構成したハラチン部はその末裔と伝えられる。同じくジョソト盟を構成したトゥメト部の左翼もジェルメの末裔と伝えられている。

## 関連文献
- 岩村忍『元朝秘史―チンギス=ハン実録』（中公新書, 中央公論新社, 1963年6月）
- 村上正二『モンゴル秘史　チンギス・カン物語』（全3巻：平凡社東洋文庫）, 1970-76年）
- 小澤重男『元朝秘史』上下巻（岩波文庫, 岩波書店, 1997年）